# Радионяня (радиопередача)
«Радионя́ня» — образовательная программа для младших школьников на Всесоюзном радио в 1970—1980-х годах. Выходила в эфир в первое воскресенье месяца. Сценарии передач написаны в 1969 году, первая передача вышла в 1970 году. «Весёлые уроки радионяни» в шутливой музыкальной форме помогали детям запомнить правила русского языка, объясняли законы математики, физики, биологии, правила дорожного движения, правила поведения, вежливости, учили мыть полы и сочинять стихи, рассказывали о людях, которые посвятили свою жизнь детям (рубрика «Медаль за улыбку»).
Первый «Весёлый урок радионяни» был про правило «От перемены мест слагаемых сумма не меняется». В это же время существовала программа «„Радионяня“ отвечает на письма радиослушателей». Выходила в эфир по воскресеньям с 10:30 до 11:00 раз в месяц. Репертуар строился на чтении писем радиослушателей и повторе, по их просьбе, сценок из «Радионяни».

## Авторы и ведущие
Идею радиопередачи предложила и разработала редактор Всесоюзного радио Елена Лебедева. Авторы передач: Эдуард Успенский, Аркадий Хайт (автор интермедий «Весёлые уроки»), Лион Измайлов, Ефим Смолин и многие другие поэты и писатели-юмористы. Программа просуществовала почти двадцать лет.
Практически бессменными ведущими передачи были: «радиоволшебник» Николай Литвинов (в то время также главный режиссёр редакции радиовещания для детей) и его помощники, бывшие до этого популярным эстрадным дуэтом Лившиц и Левенбук: Александр Лившиц («Саша») и Александр Левенбук («Алик»).
С 1979 года вместо уехавшего в США Александра Лившица в передаче стал работать Лев Шимелов, а позже — Владимир Винокур. Передача начиналась с песенки-заставки. Текст написал Эдуард Успенский, а музыку — Владимир Шаинский:
Мы рады вас приветствовать, товарищи ребята!

Конечно, если дома вы, а не ушли куда-то.

И просим вас немедленно оставить все дела:

«Радионяня» сегодня к вам пришла.

(Припев)

«Радионяня», «Радионяня» — есть такая передача!

«Радионяня», «Радионяня» — у неё одна задача:

Чтоб все девчонки и все мальчишки подружились с ней,

Чтоб всем ребятам,

Всем трулялятам

Было веселей!
Весёлое слово «трулялята» взято Успенским из известного стихотворения Юлиана Тувима «Про пана Трулялинского», которое было переведено с польского Борисом Заходером в 1962 году. В конце передачи песенка-заставка звучала с иным куплетом:
Хотим, чтобы всегда вам с нами было интересно!

А как добиться этого, пока что неизвестно.

Быть может, вы подскажете, как верные друзья?

Ведь это только в школе подсказывать нельзя.
Песенка-заставка передачи «„Радионяня“ отвечает на письма радиослушателей»:
Уж так устроено на свете

Все любят письма получать.

Но кое-кто на письма эти

Не очень любит отвечать.

А «Радионяня» всегда повторяет:

«От писем никто ничего не теряет!

Возьмите бумагу, черкните хоть слово,

И всё, что хотите, услышите снова!» (последняя строка 2 раза)

Помимо Владимира Шаинского много лет музыку для «Радионяни» писал известный композитор-песенник Борис Савельев. Программы «Радионяни» неоднократно переиздавались массовыми тиражами на грампластинках, аудиокассетах и компакт-дисках.
«Радионяня» просуществовала почти четверть века и была закрыта через некоторое время после ухода из жизни Николая Литвинова (радиоволшебник). После её закрытия много раз шла речь о возобновлении новой этой передачи. Но осуществить это оказалось невозможно, так как умер один из авторов передачи Аркадий Хайт, который был её «креативным мотором».
Аркадий Хайт написал монолог «Друг „Радионяни“», исполнявшийся Геннадием Хазановым; монолог также был опубликован в книге Хайта «Не надо оваций» (1982).